# L'Opium et le Bâton
L'Opium et le Bâton es una película dramática argelina de 1971 dirigida por Ahmed Rachedi. Ingresó en el séptimo Festival Internacional de Cine de Moscú.

## Elenco
- Marie-José Nat como Farroudja.
- Sid Ali Kouiret como Ali.
- Jean-Louis Trintignant como Chaudier.
- Jean-Claude Bercq como Delécluze.
- Mustapha Kateb como Bachir Lazrag.
- Rouïched como Tayeb.